# José Trèfle
José Trèfle est un joueur français de volley-ball né le 16 janvier 1980 à Fort-de-France (Martinique). Il mesure 1,98 m et joue central. Il totalise 46 sélections en équipe de France.

## Clubs
| Club                       | De        | À         |
| -------------------------- | --------- | --------- |
| Stade Poitevin Volley-Ball | 1999-2000 | 2002-2003 |
| Foyer Laïque Saint-Quentin | 2003-2004 | 2004-2005 |
| Narbonne Volley            | 2006-2007 | 2008-2009 |
| Rennes Volley 35           | 2009-2010 | 2010-2011 |
| Arago de Sète              | 2010-2011 | 2012-2013 |
| Chaumont Volley-Ball 52    | 2013-2014 |           |
| Narbonne Volley            | 2014-2015 |           |

## Palmarès
- Championnat du monde des moins de 21 ans
  - Finaliste : 1999
- Championnat de France
  - Finaliste : 2000
- Coupe de France (1)
  - Vainqueur : 2002
  - Finaliste : 2003